# خطة كاليرجي

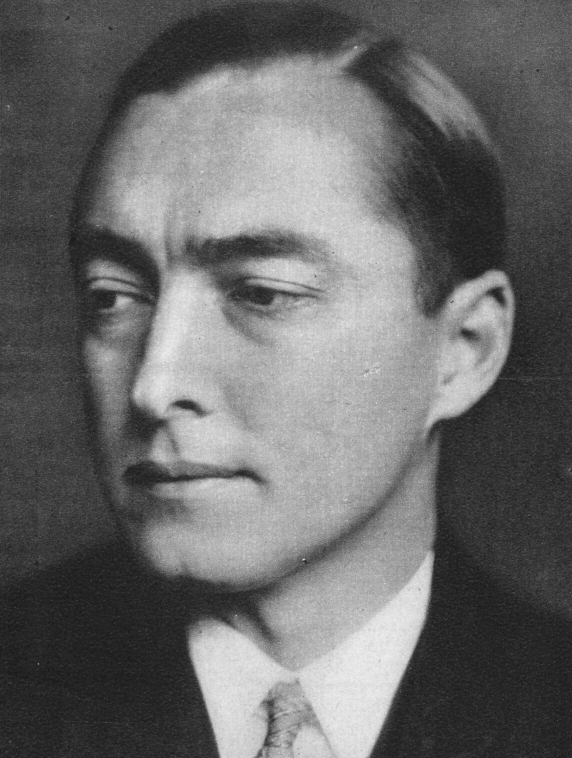

خطة كاليرجي (بالإيطالية: Piano Kalergi)، أو تسمى أحيانًا مؤامرة كودنهوف كاليرجي، هي نظرية مؤامرة يمينية متطرفة معادية للسامية وقومية بيضاء، تنص على وجود مؤامرة لخلط الأوروبيين البيض مع الأعراق الأخرى عبر الهجرة، وضع هذه المؤامرة السياسي النمساوي الياباني ريتشارد فون كودنهوف كاليرجي وروج لها في الدوائر الاجتماعية الأوروبية الأرستقراطية. غالبًا ما ترتبط نظرية المؤامرة بالمجموعات والأحزاب الأوروبية، لكنها امتدت أيضًا إلى سياسات أمريكا الشمالية.

## أصولها
دوّن الكاتب النمساوي والنازي الجديد جيرد هونسيك الموضوع في كتابه خطة كاليرجي (2005). وصفت صحيفة التحريات لينكيستا خطة كاليرجي بأنها خدعة يمكن مقارنتها بتلفيق بروتوكولات حكماء صهيون المعادي للسامية.

## استقبالها
يشير مركز قانون الحاجة الجنوبي (إس بي إل سي) إلى أن نظرية مؤامرة خطة كاليرجي هي طريقة أوروبية مميزة لاستمرار رواية الإبادة الجماعية البيضاء في القارة، إذ يقتبس بعض القوميين البيض كتابات كودنهوف كاليرجي خارج سياقها ليؤكدوا على أن سياسات الهجرة في الاتحاد الأوروبي مؤامرات خبيثة مدبرة منذ عقود لتدمير الشعب الأبيض. وصفتها مجموعة الأمل لا الكره، وهي مجموعة مناهضة للعنصرية، بأنها نظرية مؤامرة عنصرية، تدعي أن كودنهوف كاليرجي كان يهدف للتأثير في سياسيات الهجرة الأوروبية لخلق «عامة صافية الهوية» يُفترض أن تحكمها لاحقًا نخبة يهودية.
في روايته عام 2018 بعنوان إنجلترا الوسطى، يسخر المؤلف جوناثان كو من المفهوم بشخصيته صاحبة نظرية المؤامرة بيتر ستوبس.